# C'era una volta una guerra
C'era una volta una guerra - Cronache della seconda guerra mondiale (in inglese Once There Was a War) è una raccolta di articoli di giornale comparsi sul New York Herald Tribune tra giugno e dicembre 1943 scritti dall'autore stesso, John Steinbeck, il quale in quel periodo lavorava come corrispondente di guerra in Europa per il quotidiano newyorkese.
Il libro vide la luce negli Stati Uniti nel 1958 quando Steinbeck decise di raccogliere in un libro, pubblicato dalla Viking Press, i reportages scritti durante i suoi soggiorni a seguito delle forze armate statunitensi prima nel sud dell'Inghilterra, poi in Algeria durante i preparativi per lo sbarco a Salerno, e quindi a seguito delle truppe d'invasione nella penisola. 

## Contenuto
Gli articoli presenti seguono un ordine cronologico, ma a causa della censura militare e della volontà stessa dell'autore, spesso la narrazione avviene senza un'indicazione esatta dei luoghi e del periodo esatto in cui si svolgono i fatti descritti. L'autore stesso ammette nella prefazione di essersi in parte «completamente dimenticato» del nome di questi luoghi, anche e soprattutto, a causa della segretezza che lo "sforzo di guerra" (inteso come l'impegno comune dell'intero paese a favorire, a lavorare e a combattere per vincere la guerra) imponeva ai corrispondenti di guerra, e a chiunque prestasse servizio per le forze armate per non far trapelare informazioni utili allo spionaggio del nemico. 
Lo stesso Steinbeck nella prefazione rivela che, nonostante gli articoli furono scritti in condizioni di tensione relative appunto all'imposizione della segretezza, nel pubblicarli decise di non modificare i testi, né correggerli e neppure inserire particolari inediti, in quanto solo riproporli fedelmente avrebbe potuto regalare al lettore la spontaneità e l'autenticità di questi racconti. Spontaneità che trapela sia negli eventi tragici legati alla guerra, che durante gli eventi quotidiani, a volte quasi comici e spesso ironici, della vita di caserma e della vita ordinaria delle popolazioni e dei soldati con cui l'autore viene a rapportarsi.
Il volume è diviso in tre sezioni, "Inghilterra", "Africa" e "Italia". Nella prima sezione è narrata la traversata dell'autore, imbarcato su di una nave per trasporto truppe all'interno di un convoglio navale nell'oceano Atlantico, dagli Stati Uniti all'Inghilterra, e i successivi soggiorni prima in una base aerea inglese e poi a Londra. Successivamente la narrazione si sposta ad Algeri, dove Steinbeck arriva su di un aereo militare, e dove soggiorna in una base aerea, prima di spostarsi in una località sulla costa nordafricana, dalla quale l'autore segue gli addestramenti dei soldati per i previsti sbarchi in Italia. Dal Nordafrica Steinbeck venne quindi imbarcato a seguito delle truppe alleate che a settembre erano sbarcate a Salerno; giunto in Italia l'autore descrive i suoi giorni a seguito delle truppe a Salerno, Capri e Ventotene, che è anche l'ultimo luogo geografico in cui vi è riferimento nel libro. Steinbeck si sofferma molto sulla descrizione degli avvenimenti in Italia, dandone un punto di vista inedito, e ne rivela in modo acuto tutte le contraddizioni, dall'accoglienza tributata dagli italiani agli alleati, ai gerarchi fascisti che tentano di cambiare bandiera, alla caduta di Mussolini, fino ai bambini affamati che chiedono ai soldati chewing gum e cioccolato.

## Edizioni italiane
- John Steinbeck, C'era una volta una guerra - Cronache della seconda guerra mondiale, traduzione di Sergio Claudio Perroni, Milano, Bompiani Overlook, gennaio 2011,  p. 287, ISBN 978-88-452-6656-0.